# Терренкур
Терренку́р (от фр. terrain — «местность» и нем. Kur — «лечение») — метод санаторно-курортного лечения, предусматривающий дозированные физические нагрузки в виде пешеходных прогулок, восхождений в гористой местности по определённым размеченным маршрутам. Терренкур является самым распространенным методом тренирующей терапии, развивает выносливость, улучшает работу сердечно-сосудистой системы и органов дыхания, стимулирует обмен веществ, нервную активность, а также тренирует мышцы конечностей и туловища. Обычно проводится под наблюдением врача.

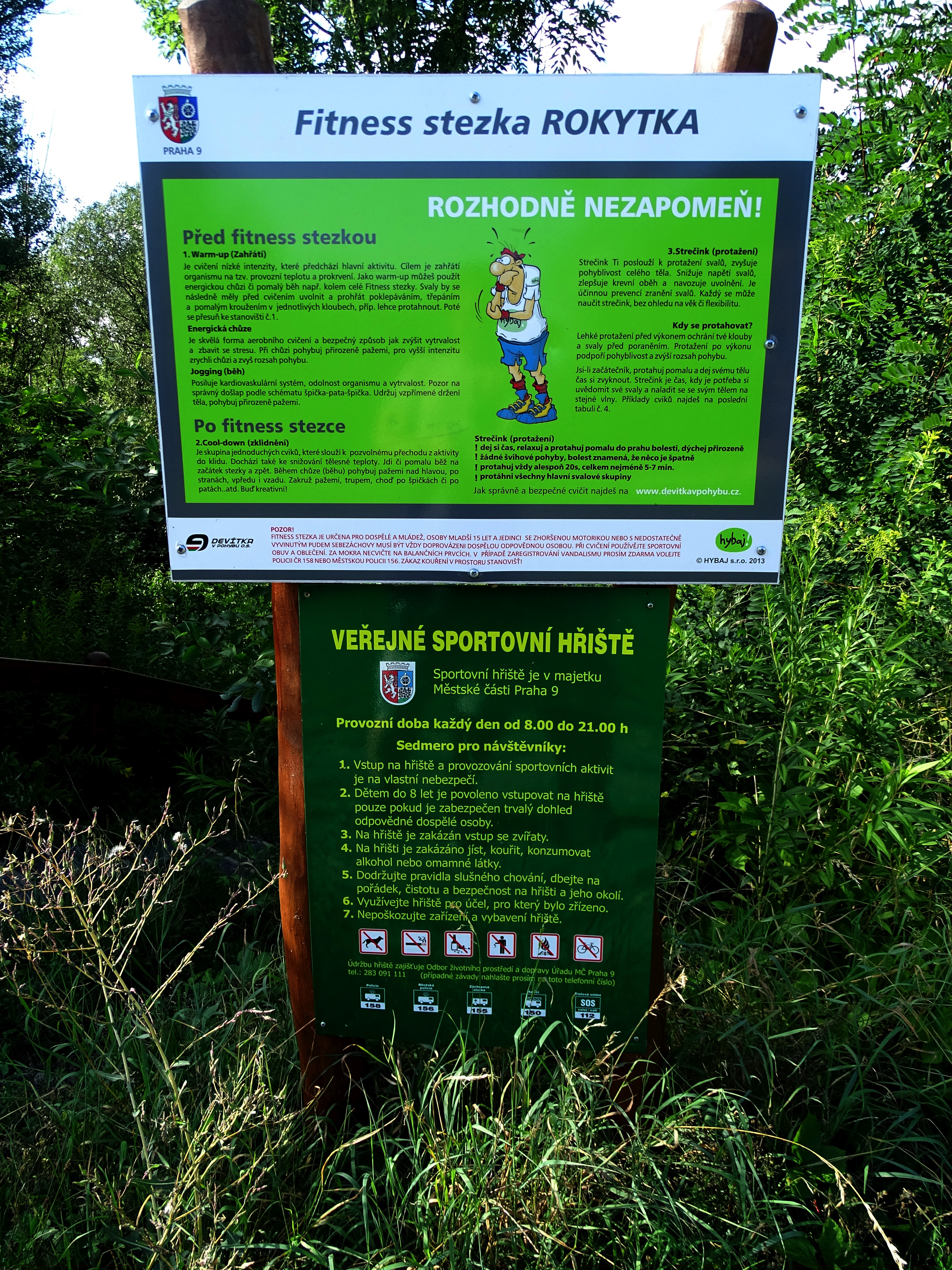
Информационный стенд тропы здоровья в Праге, Чехия

В настоящее время термин «терренкур» также употребляют в значении «тропа здоровья» — специально проложенный маршрут, предназначенный для оздоровительной ходьбы и бега. Это может быть участок сквера, парка, лесного массива или стадиона, размеченный на участки и зачастую имеющий площадки со спортивными снарядами и тренажёрами.

## История
С середины XIX века врачи начали осваивать методы лечения, основанные на комбинации воздействия климатических факторов и движения. Ещё в 1845 году врач Хартвиг (Hartwig) рекомендовал для лечения ежедневную ходьбу как на море, так и в «возвышенных областях». С 1862 профессор Вербер (Werber) называл активное движение самым важным дополнением к воздействию горного климата и рекомендовал пациентам лечебную ходьбу по тропинкам горных курортов Германии и Швейцарии. В 1885 году немецкий врач Эртель (Max Oertel), благодаря которому и появился термин «терренкур», предложил метод лечения тучности и сердечно-сосудистых заболеваний, основанный на дозированных по расстоянию, темпу и углу наклона маршрута пеших прогулках. Метод Эртеля быстро получил распространение в Европе.

## Россия
Терренкуры начали появляться в Российской империи в начале XX века. Приверженцем таких методов оздоровления был и последний российский император Николай II. Один из первых в стране терренкуров был создан в царском имении «Нижняя Ореанда» в Крыму (после восстановления «царской тропы» силами служб санатория «Нижняя Ореанда» 1 августа 2018 года  она была вновь открыта для свободного доступа).
В 1901 году один из первых маршрутов терренкура был проложен в Кисловодске врачом Н. Н. Облонским, изучившим метод Эртеля. Естественный ландшафт позволил создать на территории Кисловодского парка 6 маршрутов, где строго дозированы расстояния, угол наклона, высота над уровнем моря, и только красота природных ландшафтов quantum satis («сколько потребуется»). Маршруты кисловодского терренкура располагаются на высоте более 800 метров над уровнем моря и имеют протяжённость от 1700 до 6000 метров (общая протяжённость 24,3 км). Вторым известным местом, где проложены маршруты терренкуров, является город Железноводск, также расположенный в регионе Кавказских минеральных вод. Здесь имеется несколько маршрутов протяжённостью от 800 до 8000 метров.
Кроме этого в России терренкуры имеются в городах Горячий Ключ, Пятигорск, Ессентуки, Сочи, Анапа (созданные во времена СССР и нынешнее время), Владикавказ, Нальчик , Белокуриха, Геленджик, Сестрорецк, селе Архипо-Осиповка, в посёлке Листвянка на озере Байкал (2200 м), в Саратове на территории санатория Октябрьское ущелье.
Тропа здоровья в Сочи имеет протяжённость почти 5 километров. В рамках благоустройства районов Большого Сочи осенью 2021 года был завершён первый этап её модернизации — реконструкция входной группы — начала тропы.

Тропы здоровья в России
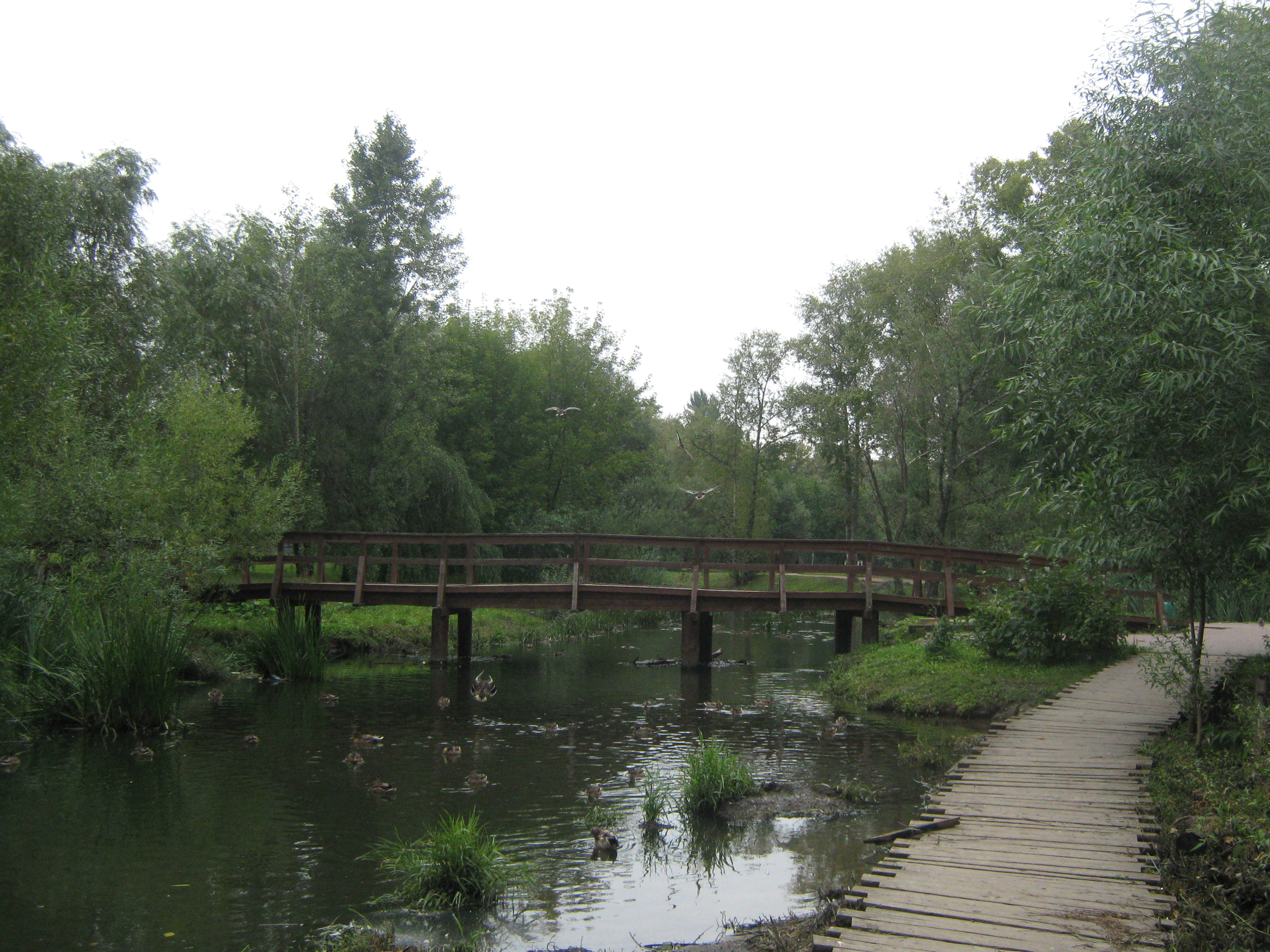
Москва
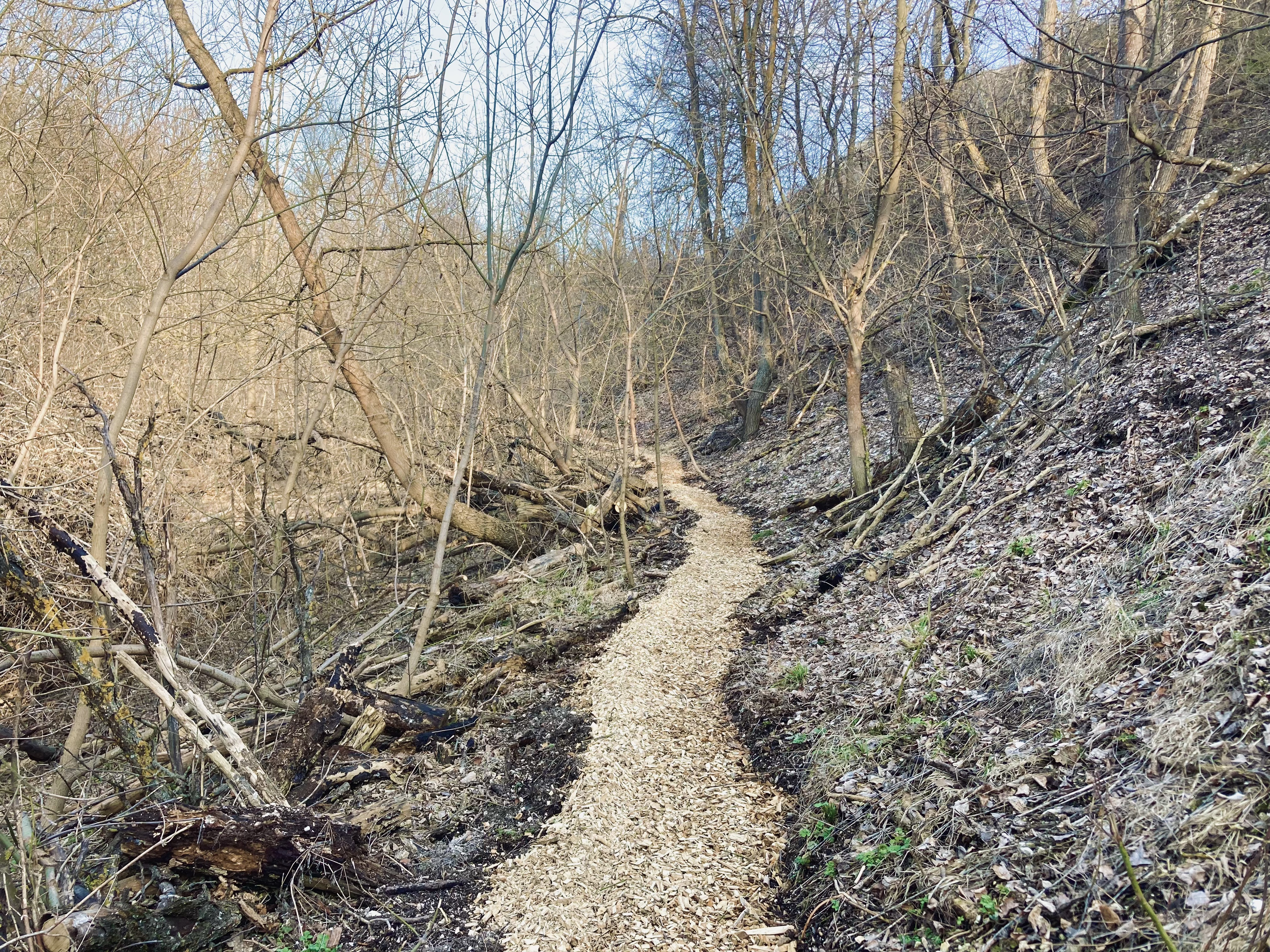
Волгоградская область Хопёрская тропа
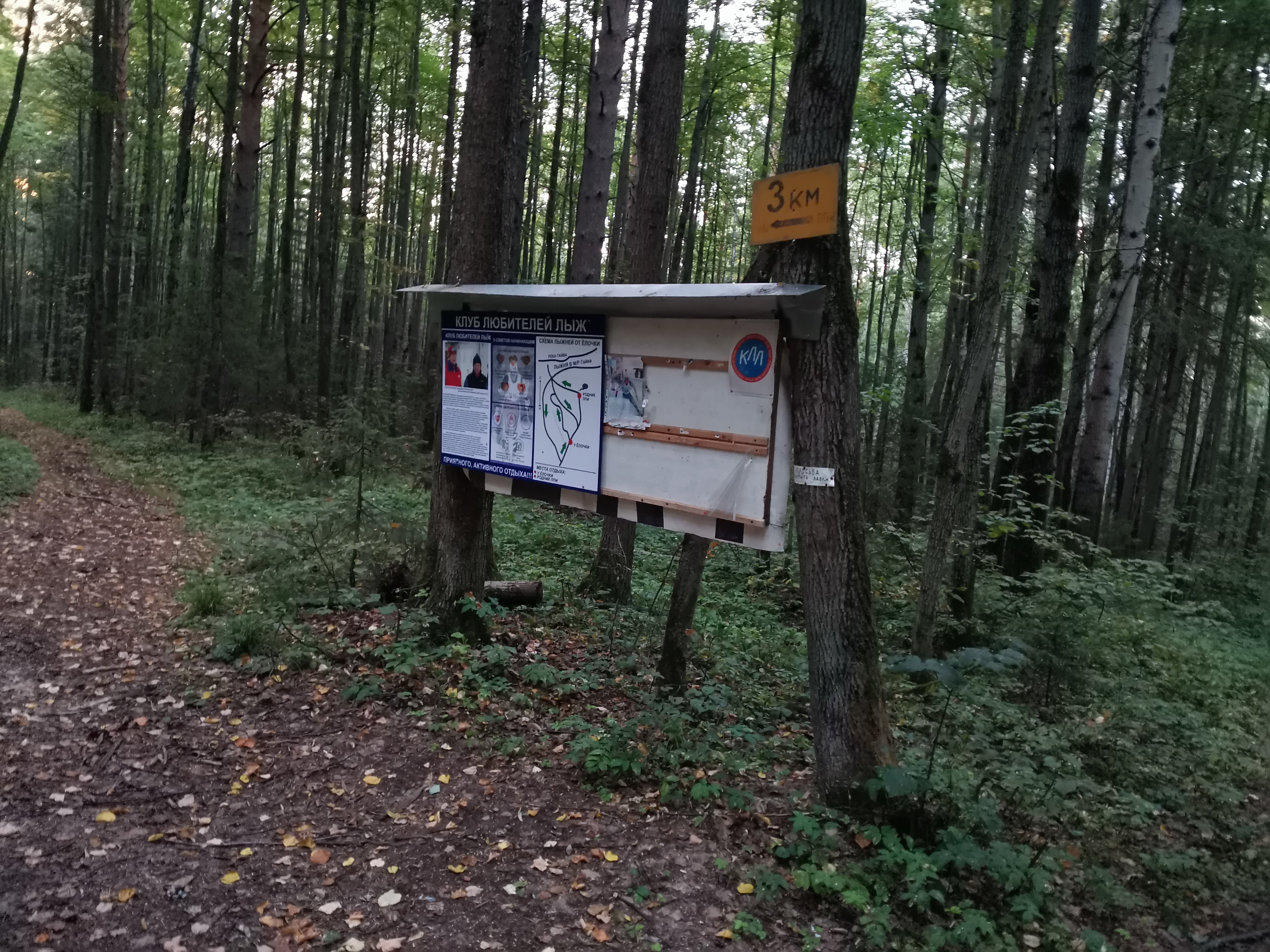
Пермский край
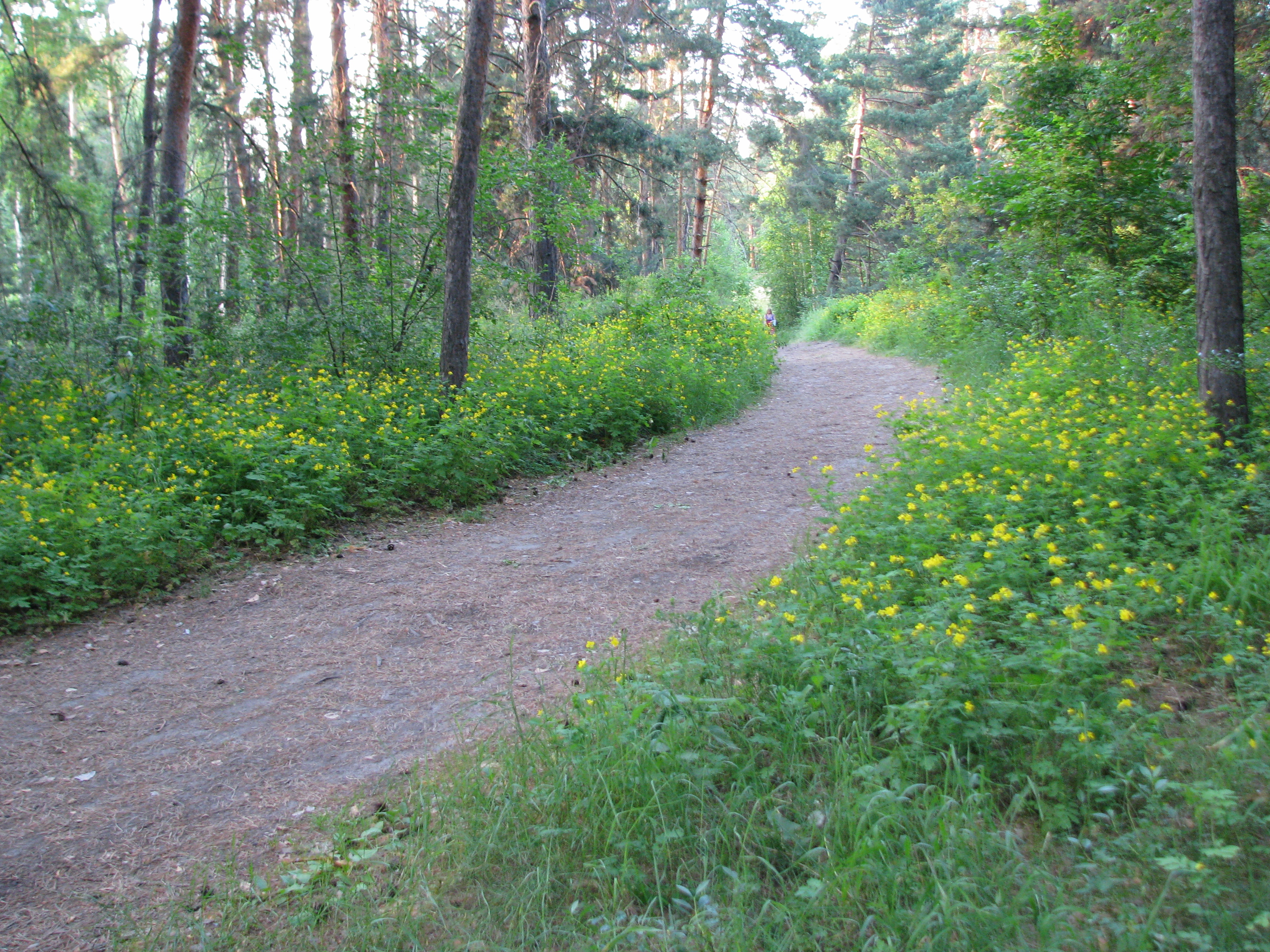
Звериноголовский район, Курганская область
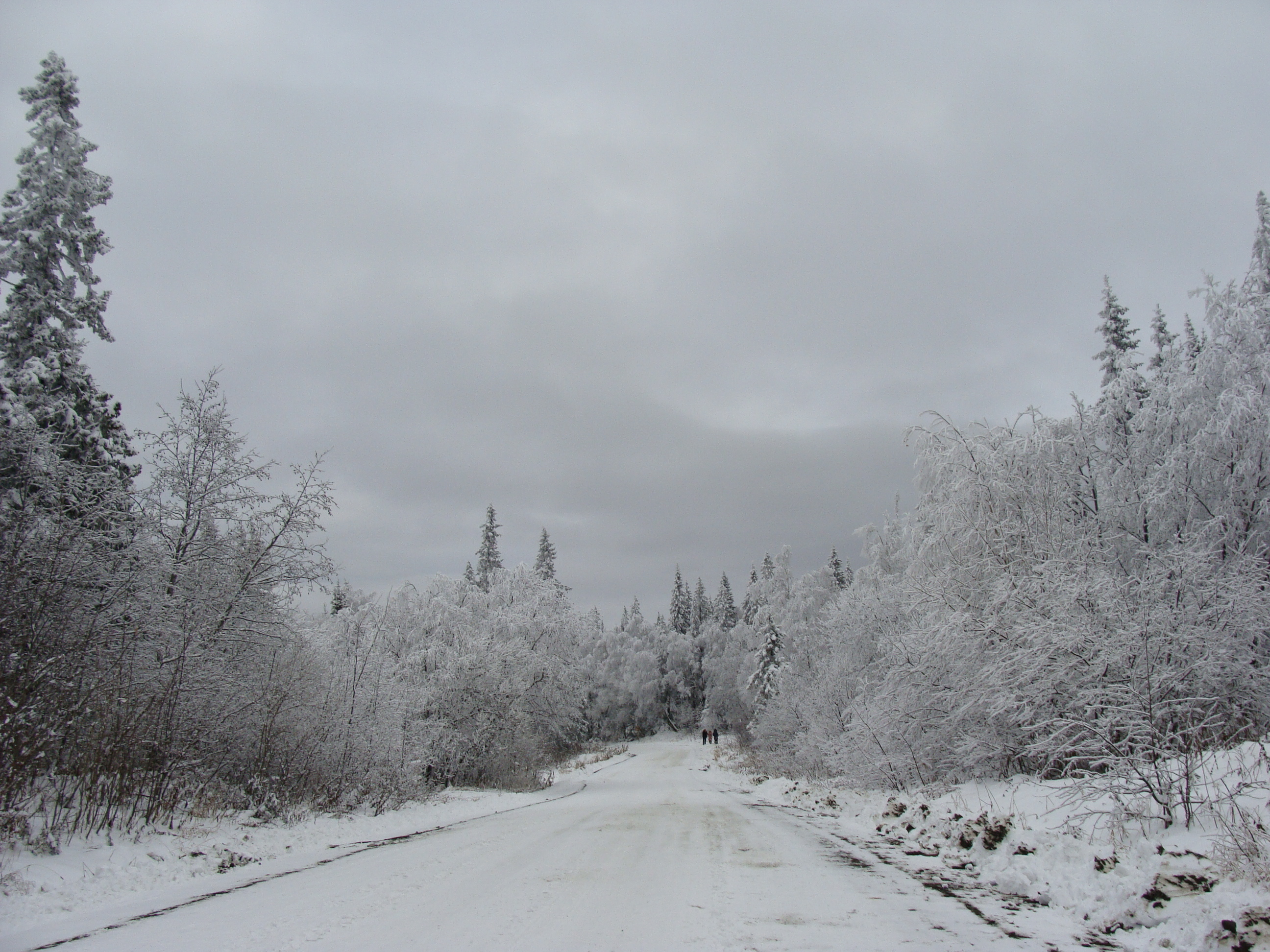
Таганай, Златоуст (ноябрь 2011 года)

## Беларусь
В Беларуси тропы здоровья, оборудованные спортивными снарядами, стали открывать в начале 2010-х годов. Одна из первых троп здоровья была создана во Фрунзенском районе Минска в парке 60-летия Октября. В настоящее время подобные ей дорожки протяженностью 500 метров имеются в детском парке имени М. Горького, парке Челюскинцев, парке 50-летия Великого Октября, парке имени Михаила Павлова (на проспекте Газеты «Правда»). Планируется оборудовать их в парках в Курасовщине и Уручье, а также в лесопарковой полосе вдоль Комсомольского озера.
Тропа здоровья есть в национальном парке «Нарочанский». Она знакомит посетителей с богатой природой озера Нарочь и предлагает оздоровительные практики (бег джоггинг, скандинавская ходьба или велосипедные прогулки). Длина тропы составляет 6 километров.
Тропа здоровья имеется в Республиканском горнолыжном центре «Силичи»; терренкур протяжённостью 670 метров оборудован в Детском парке культуры и отдыха города Заславль; в разных регионах республики проводятся физкультурно-оздоровительные мероприятия под названием «Тропа здоровья».

## Эстония
В 2005 году в Эстонии было создано целевое учреждение Eesti Terviserajad (эст. ETR — «тропы здоровья Эстонии»). Его основателями были крупная эстонская строительная компания Merko Ehitus, Swedbank и топливно-энергетический концерн Eesti Energia. Организация занимается сетью троп здоровья в стране, способствует их финансированию и популяризации ведения здорового образа жизни. Постоянными партнёрами учреждения являются министерство культуры Эстонии и Центр управления государственными лесами.
По состоянию на 2021 год ETR включает в себя 122 ухоженные тропы здоровья общей протяжённостью 1 100 километров. На 29 тропах имеется (или подготавливается) возможность производства искусственного снега. Тропы здоровья обслуживает команда, состоящая из 200 специалистов, нанятых местными самоуправлениями или центрами оздоровительного спорта.
К 2020 году ETR инвестировала в развитие троп здоровья 5,1 миллиона евро. Общая сумма инвестиций в инфраструктуру троп здоровья с учётом финансовой поддержки государства, местных самоуправлений фондов Европейского союза составляет более 50 миллионов евро.
- Карта троп здоровья Эстонии

Тропы здоровья в Эстонии
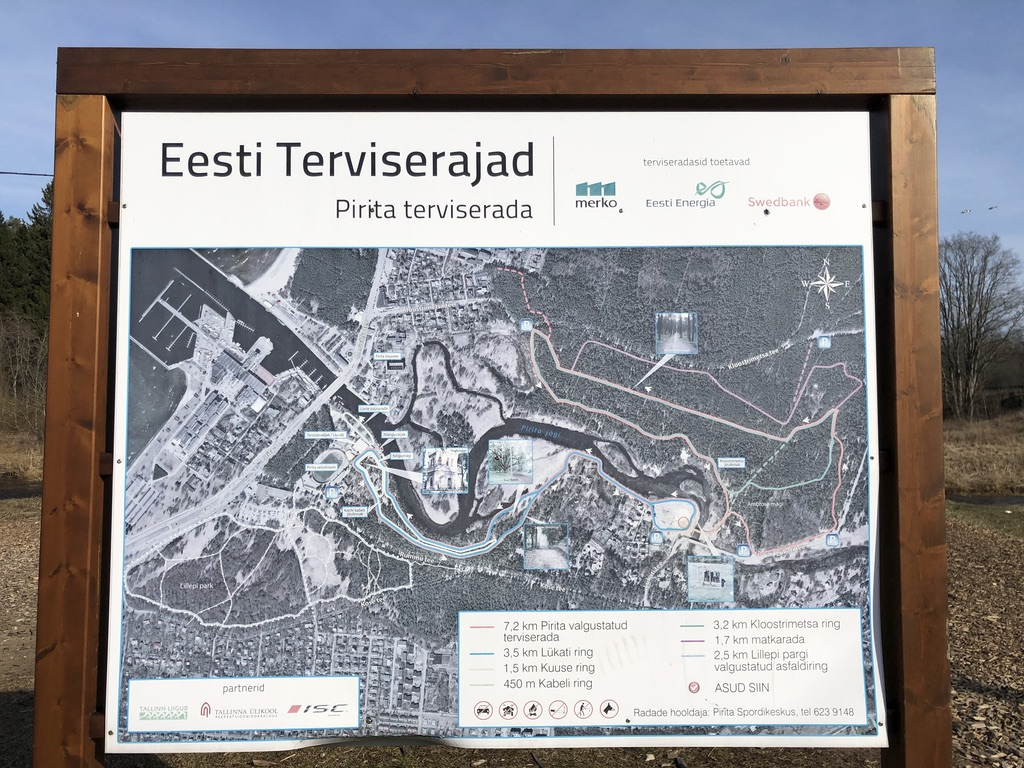
Карта тропы здоровья Пирита, Таллин
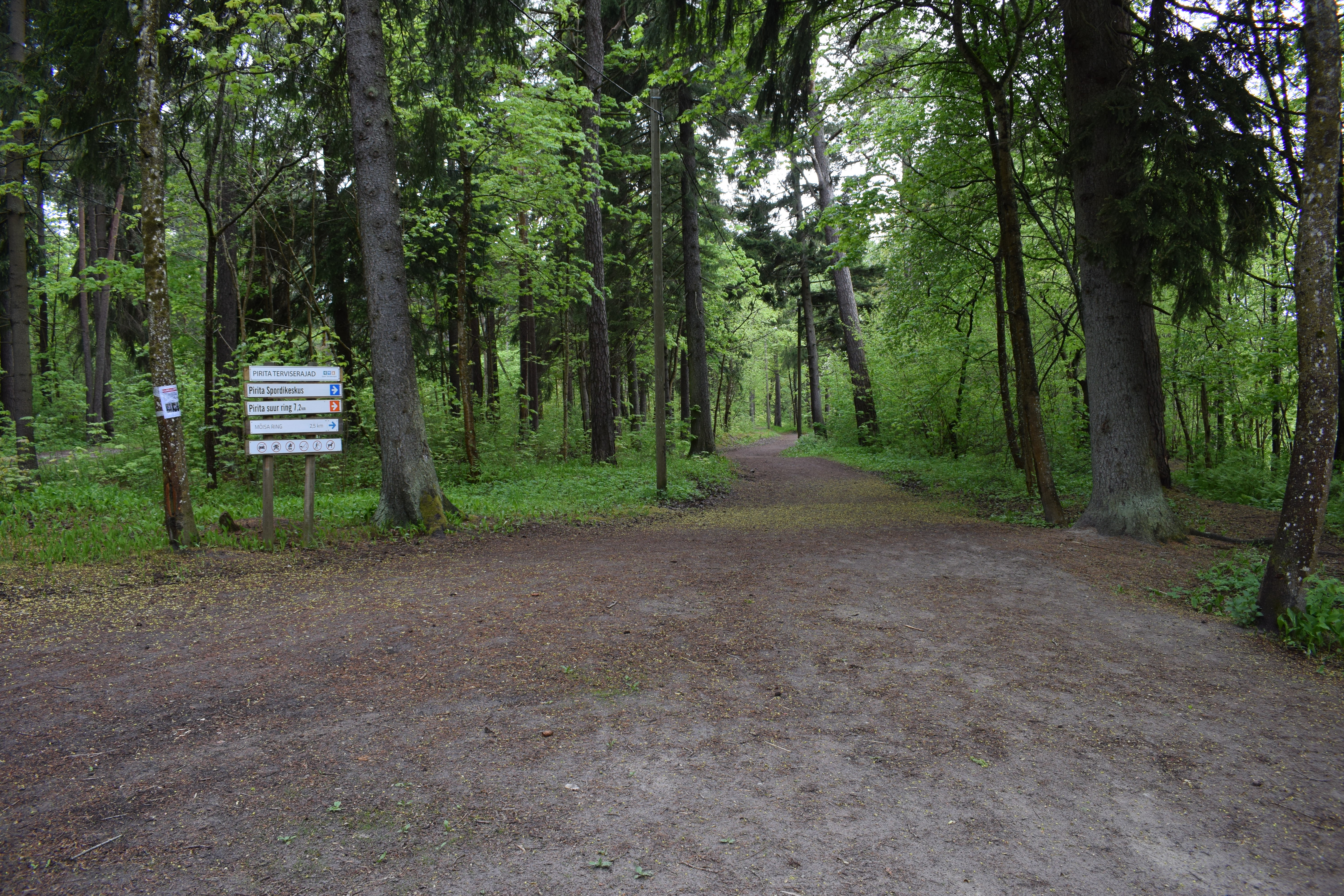
Район Пирита, город Таллин
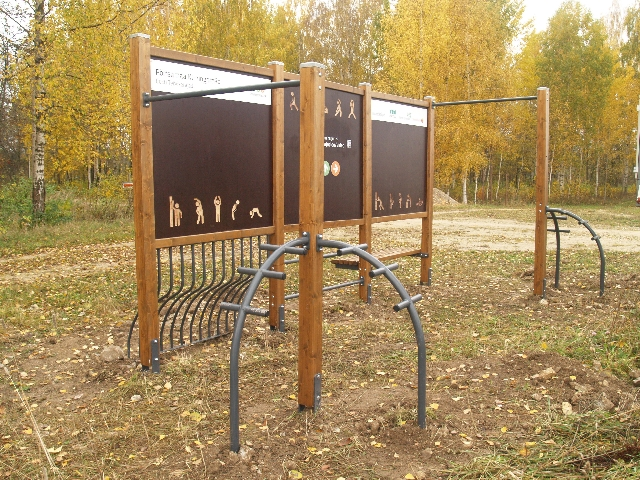
Посёлок Кунингамяэ, уезд Пылтсамаа
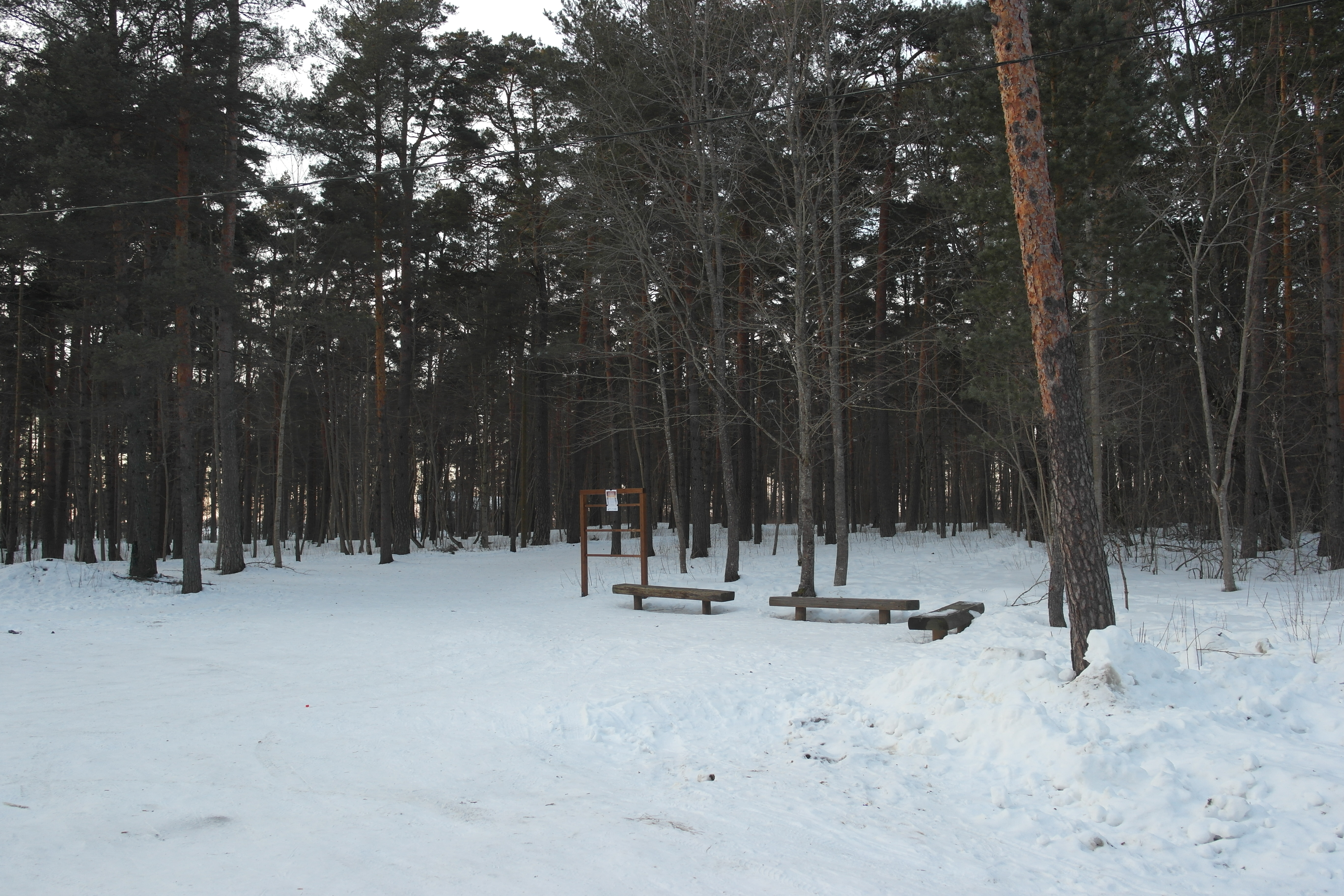
Посёлок Арукюла, уезд Харьюмаа (март 2017 года)

## Украина
На Украине терренкуры есть в Карпатах (Трускавец, Сходница, Моршин) и на Донбасcе (тропа «Донецкий терренкур», которая начинается в селе Богородичное).
В 2020 году тропы здоровья были обустроены в парке «Вознесение» Львова. Было создано 5 маршрутов (3 кардиологические тропы, оборудованные стендами с картами и информацией о оздоровительной ходьбе, и 2 общеоздоровительные тропы, которые объединяют 5 спортивных площадок и канатный парк).

## Италия
На основании исследований Мюнхенского технического университета, посвящённых изучению качества воды и воздуха у водопада Парчинес в альпийско-средиземноморском ландшафте коммуны Парчинес, и положительной оценке возможностей проведения климатотерапии в этом районе, в марте 2018 года в этом регионе была создана сеть лечебных троп с 7 различными маршрутами и степенями тяжести прохождения. Каждая тропа оценена с точки зрения биоклимата и физиологического стресса, чтобы облегчить составление индивидуальной программы тренировок и постепенное улучшение персональной физической формы. В число этих троп входят, в частности:
- наземная круговая тропа здоровья: Рио-Лагундо (коммуна Лагундо) — Монте-Сан-Виджилио[англ.] — Рио-Лагундо; общая протяжённость 6,6 км; зимние походы, походы на снегоходах, степень трудности — высокая;
- горная тропа у канатной дороги Texelbahn: станция Giggelberg ― высокогорная тропа Merano — горный приют Nasereit — станция Giggelberg; общая протяжённость 5,9 км; поход средней степени трудности;
- панорамная природная тропа: Парчинес — панорамная тропа Монте Соле (Эцтальские Альпы) — Натурно, поход лёгкой степени трудности[21].

## Галерея

Тропы здоровья в Европе, Азии и США
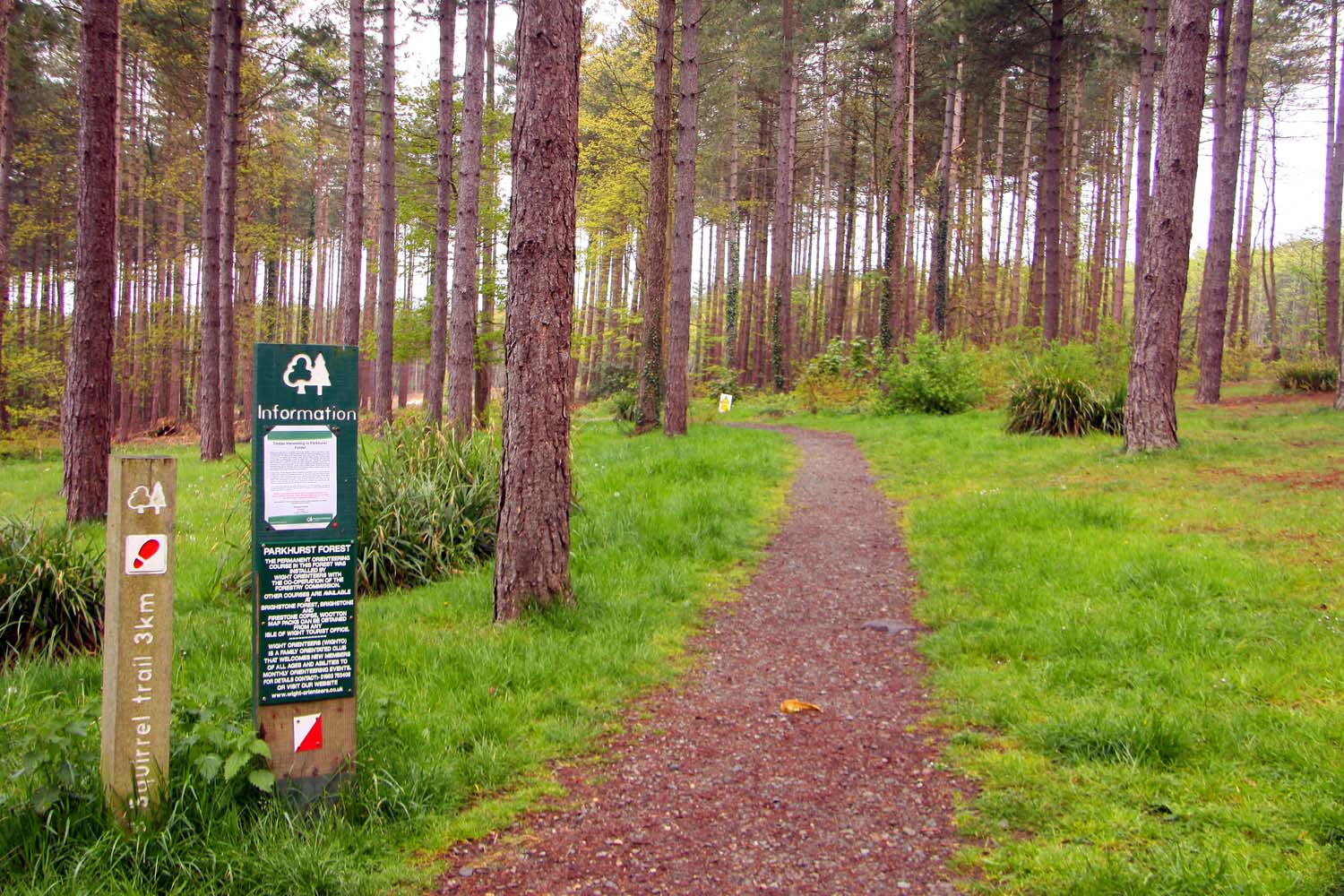
Ньюпорт, Великобритания
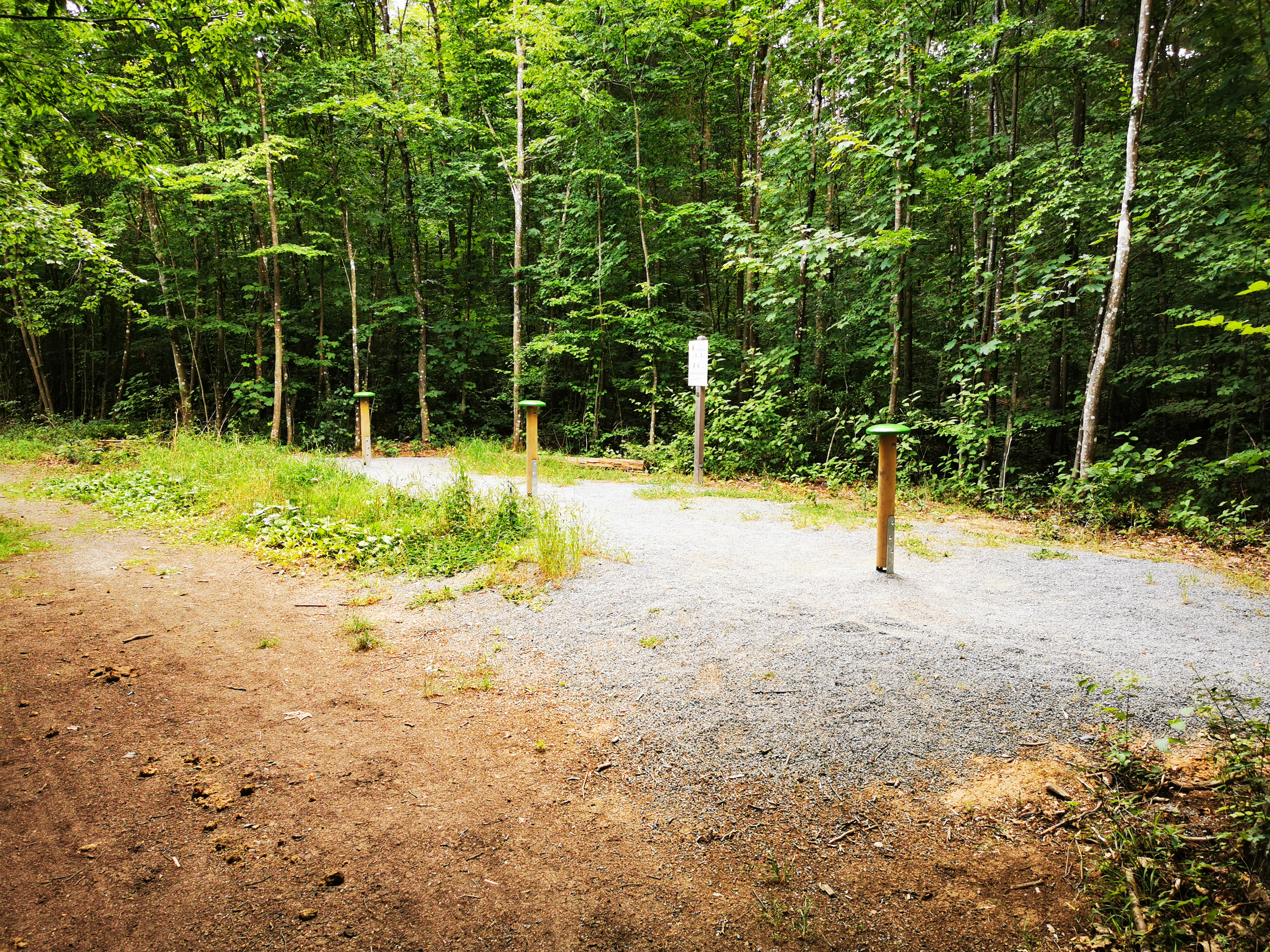
Таубербишофсхайм, Германия
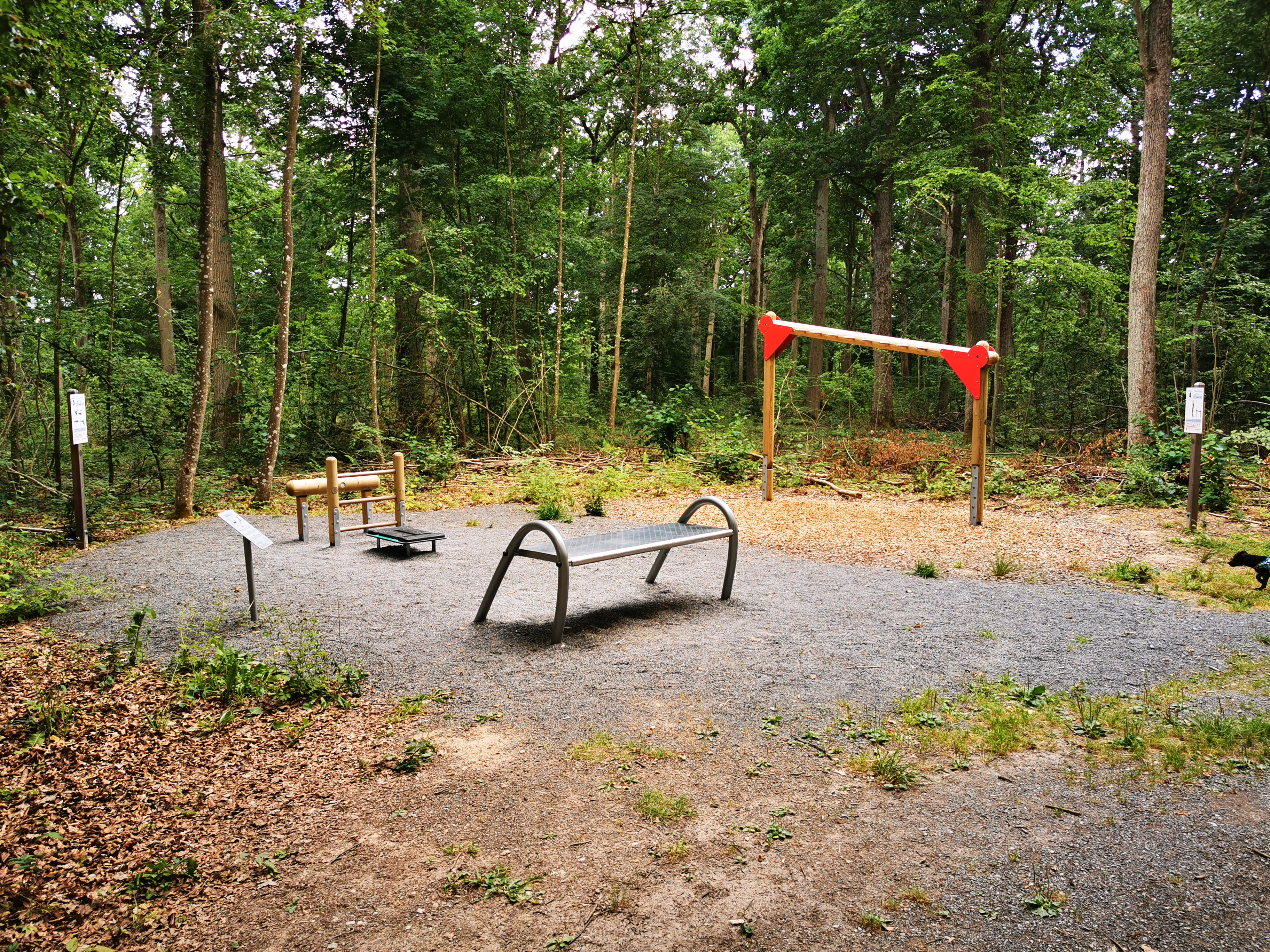
Таубербишофсхайм, Германия
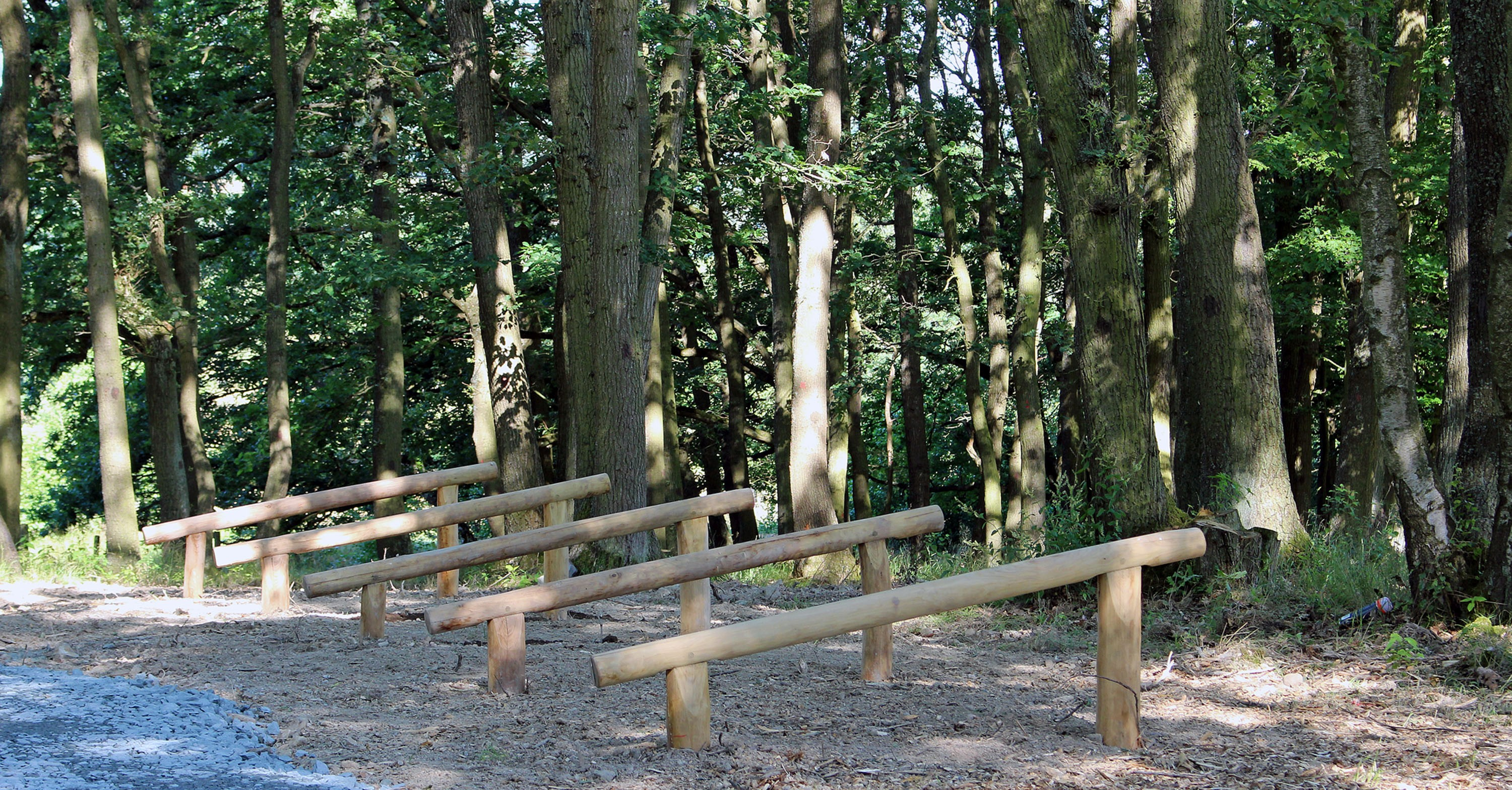
Музей под открытым небом Гессенпарк[нем.], Германия
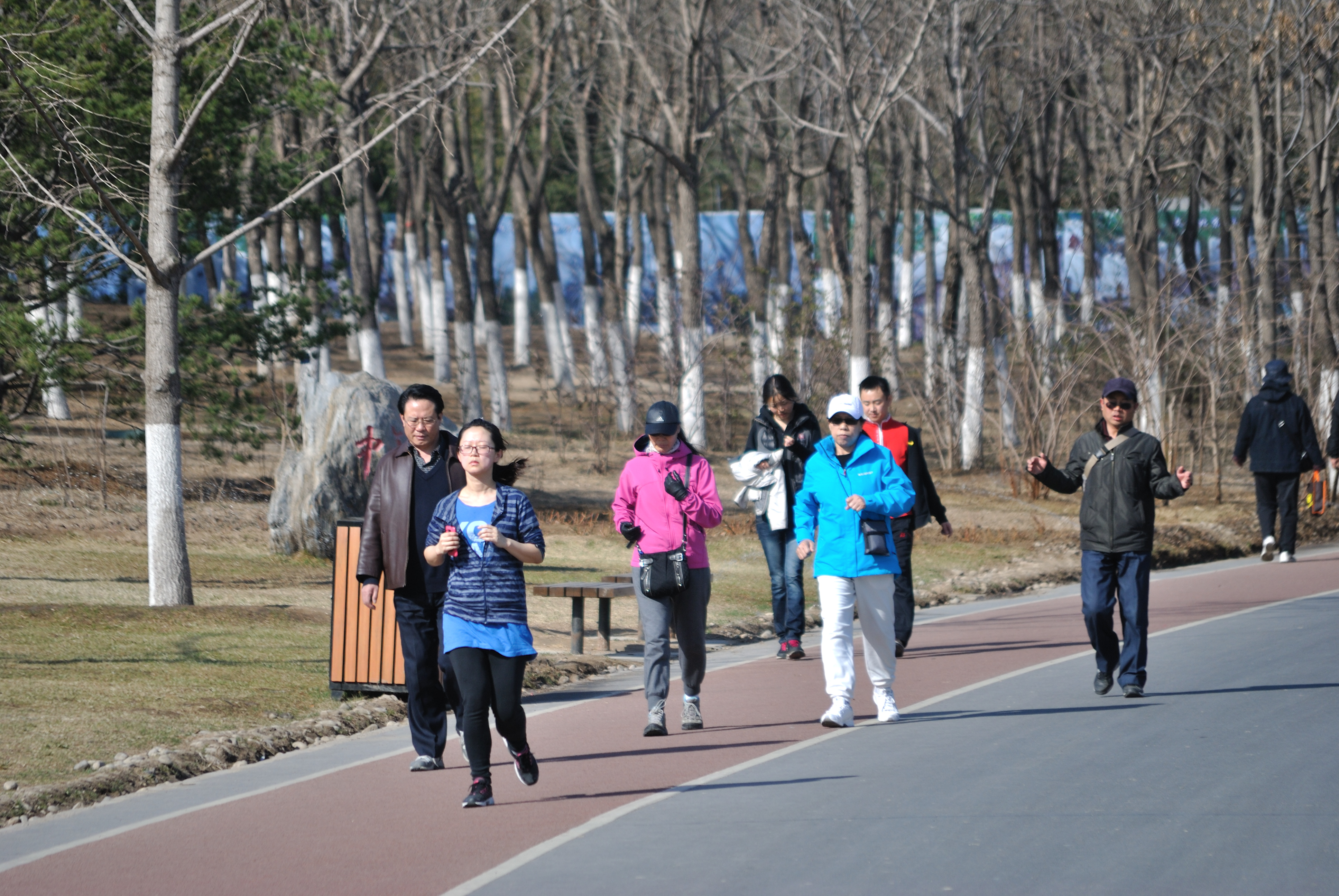
Olympic Forest Park, Пекин, Китай
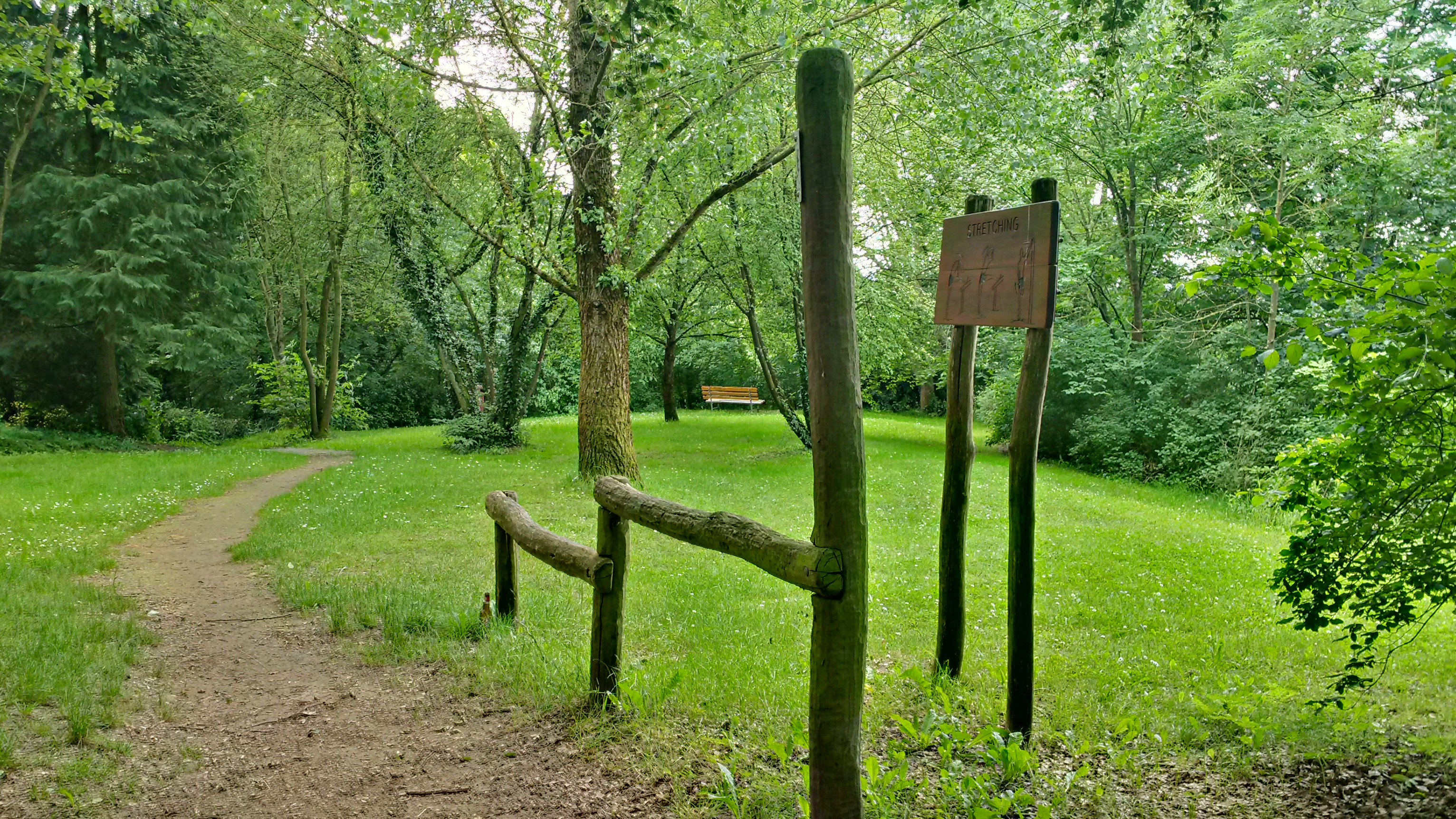
Люксембург
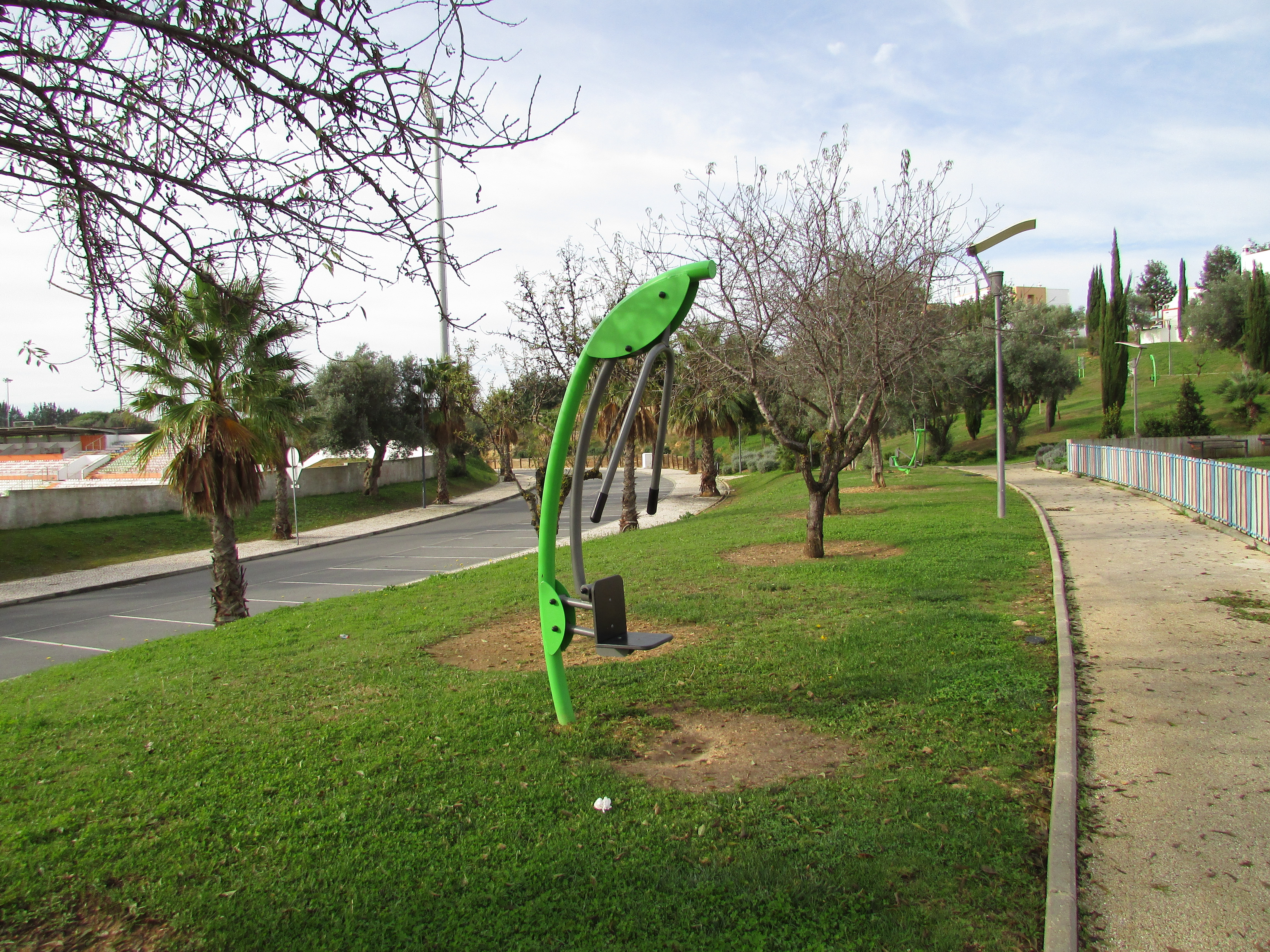
Албуфейра, Португалия
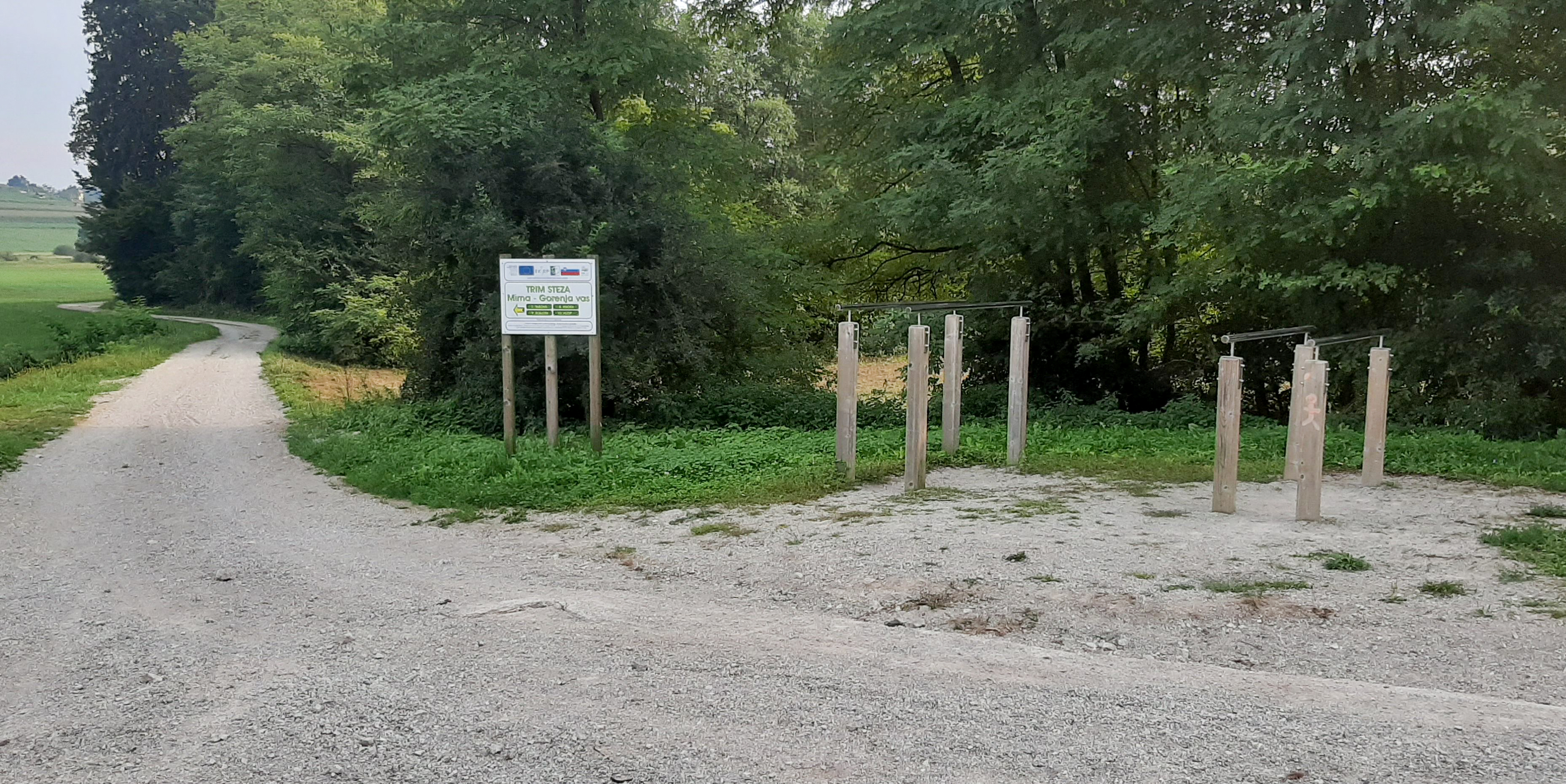
Мирна_(населённый_пункт)[англ.], Словения
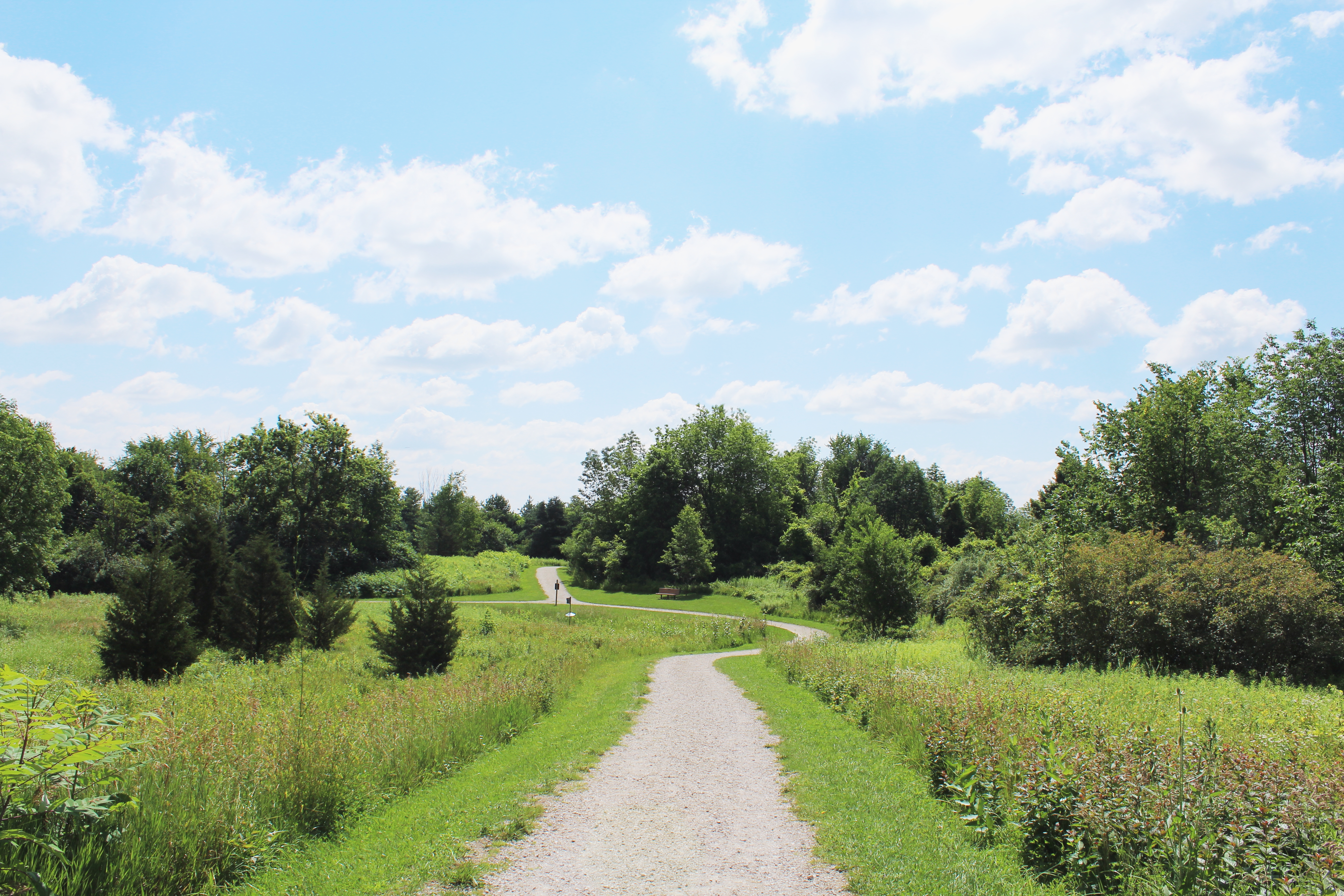
Мичиган, США
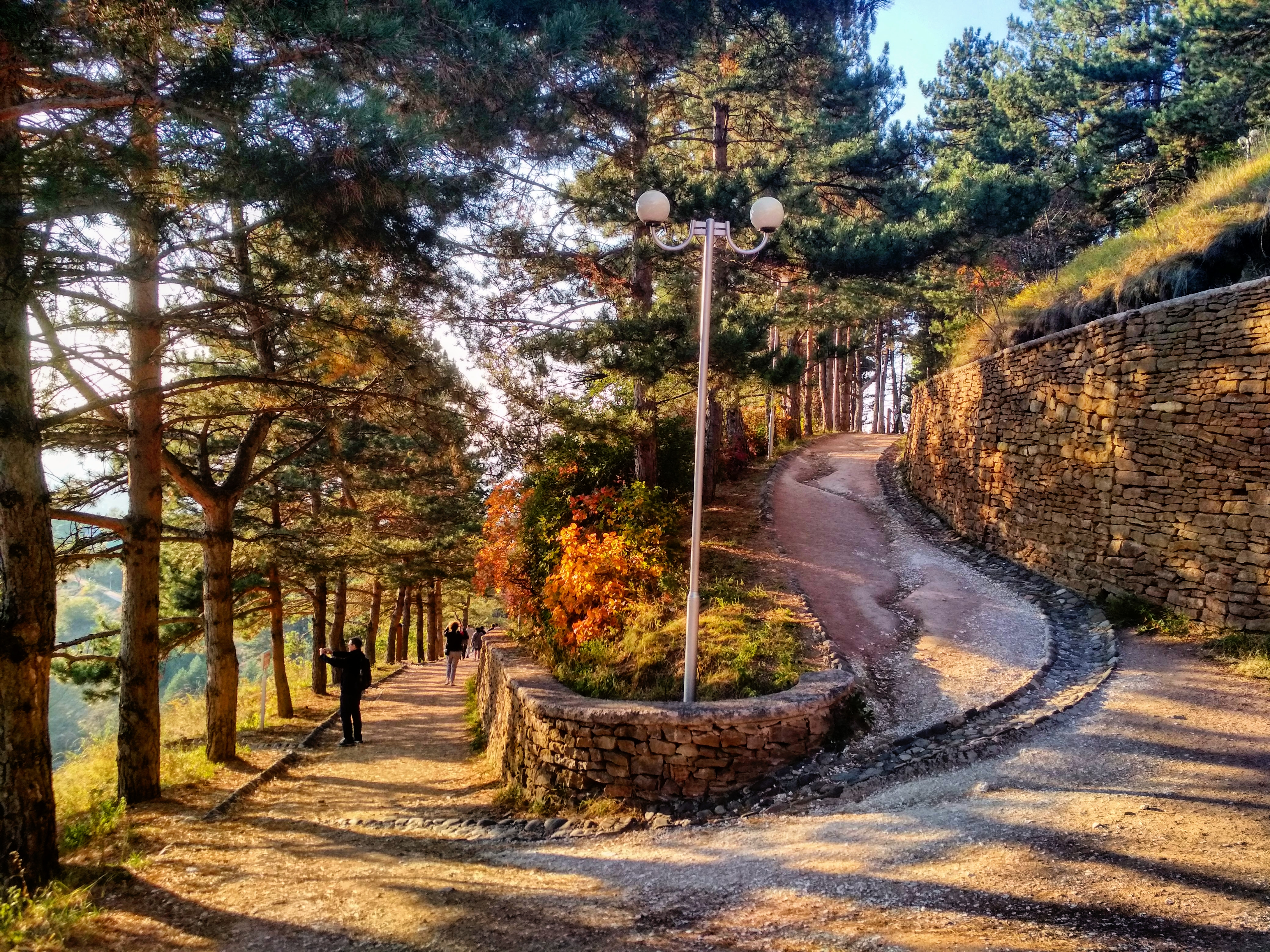
Алматы, Казахстан